# Функция светимости
Функцией светимости называется эмпирическая зависимость, характеризующая распределение звёзд в данном объёме в зависимости от их абсолютной звёздной величины (или же, что равносильно, их светимости). Функция светимости {\displaystyle \phi (M,{\overrightarrow {r}})} определяется следующим соотношением:
{\displaystyle dN\left[M,M+dM\right]=\phi (M,\mathbf {r} )dMd^{3}\mathbf {r} \,,}
где {\displaystyle dN\left[M,M+dM\right]} — количество звёзд с абсолютными звёздными величинами в промежутке от {\displaystyle \displaystyle M} до {\displaystyle \displaystyle M+dM}, {\displaystyle d^{3}\mathbf {r} } — рассматриваемый объём.
Функция светимости характеризует состав (звёздное население) звёздных систем и их структуру. Обычно функцию светимости определяют для таких систем, как галактики, звёздные скопления и другие подсистемы галактики и их участки.